# Site patrimonial de Charlesbourg
Le site patrimonial de Charlesbourg est un ancien noyau villageois datant de la Nouvelle-France. Il est situé dans le quartier du Trait-Carré, au cœur de l'arrondissement de Charlesbourg, à Québec.

## Description
Ce site de 138 bâtiment a une superficie de 24 ha centré sur un carré central de 8,5 ha nommé le Trait-Carré. Il a été déclaré site patrimonial en 1965. 

## Galerie

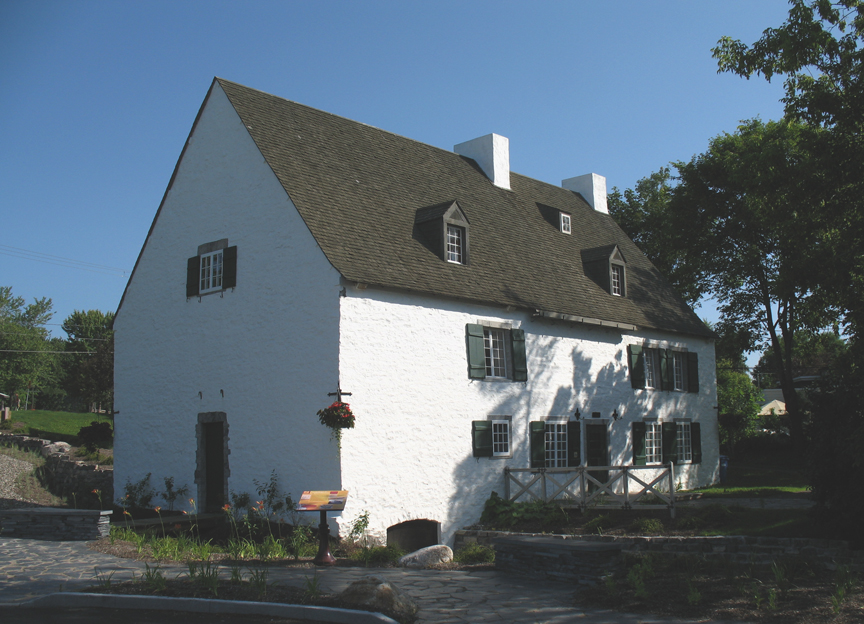
Moulin des Jésuites
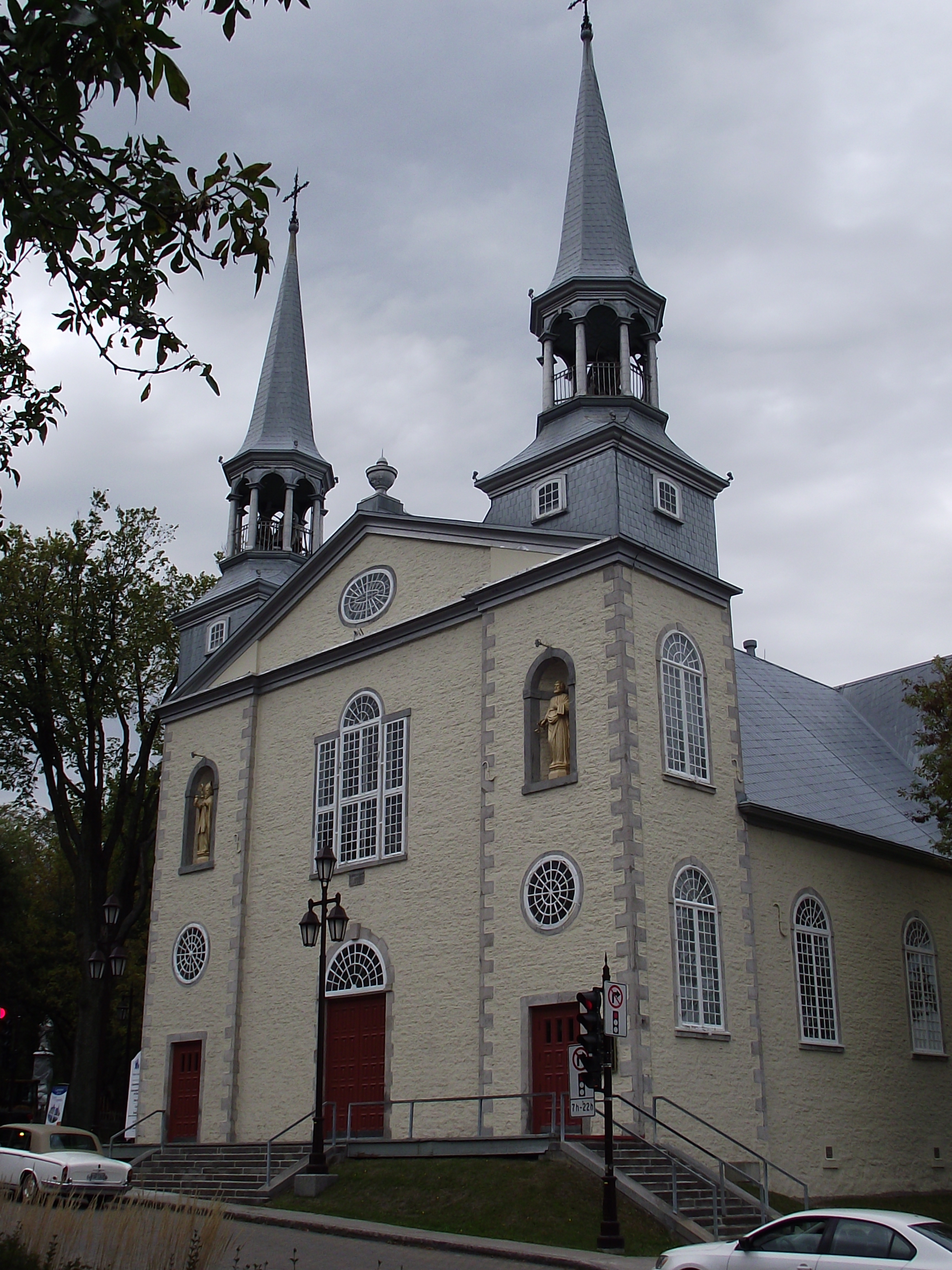
Église Saint-Charles-Borromée de Québec
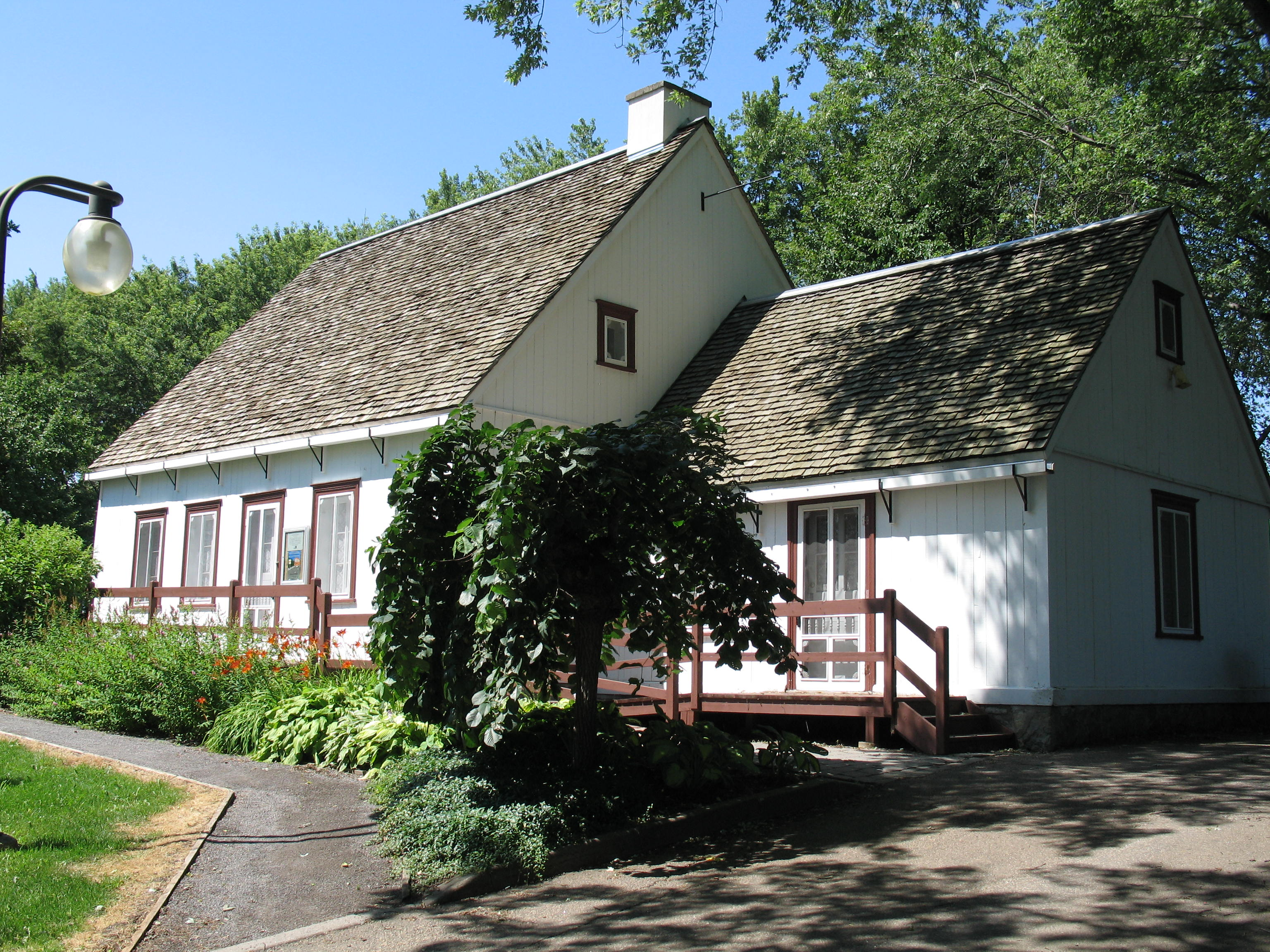
Maison Ephraïm-Bédard